# Diecezja Nîmes
Diecezja Nîmes (nazwa oficjalna: diecezja Nîmes (-Uzès e Alès)) – diecezja Kościoła rzymskokatolickiego w południowej Francji. Powstała w V wieku jako diecezja Nîmes. W 1801 została zlikwidowana, ale już w 1822 przywrócono ją. W 1877 uzyskała swoją obecną, dłuższą nazwę oficjalną. Podczas reformy administracyjnej Kościoła francuskiego z 2002 roku została przeniesiona ze zniesionej wówczas metropolii Awinionu do nowo powstałej metropolii Montpellier.